# Leonid Culiuc (activist)
Leonid F. Culiuc (n. 19 iulie 1926, Bălți, România – d. 2016) a fost un om de stat din Republica Sovietică Socialistă Moldovenească.

## Biografie
Este fiul lui Teodor Culiuc, baptist, decedat în anul 1945. Este membru PCUS din 1952. A absolvit institutul pedagogic din Tiraspol (1958) și școala superioară de partid de pe lângă CC PCUS (1965). Din anul 1953 se află la muncă sovietică și de partid. În anii 1959-1962 este prim-secretar al Comitetului raional Bălți al PCM. În anii 1962-1963 ocupă posturi de răspundere în aparatul CC PCM. În anii 1965-1967 este președinte al Comitetului de Stat pentru radio și televiziune din RSSM. Din 1967 este ministru al culturii din RSSM, succedându-l pe Petrea Darienco. În anii 1970 a fost președinte al Gosplan-ului din RSSM. 
La congresele IX, X,XII și XIII ale PCM a fost ales membru CC PCM. A fost deputat al Sovietului Suprem al RSSM de legislaturile 7 și 8.

## Decorații
- Ordinul Drapelul roșu de muncă